# David Gray
David Peter Gray (Edimburgo, 4 de maio de 1988) é um futebolista escocês. Atualmente joga no Preston North End que joga a 3ª Divisão da Inglaterra.

## Carreira
Nascido em Edimburgo, Gray foi criado nas hierarquias do Heart of Midlothian até os 16 anos de idade, quando assinou junto ao Manchester United por uma taxa de £ 50.000. Desde então, passou a ser emprestado a vários clubes.
Durante a temporada 2005-06, Gray entrou no time de reservas do Manchester United, jogando como lateral-direito. Ele fez sua estreia na equipe sênior em uma partida da Copa da Inglaterra contra o Crewe Alexandra, em 25 de outubro de 2006. Ele começou o jogo como titular, depois foi substituído no segundo tempo por Kieran Lee, que marcou o gol da vitória na prorrogação.
Gray foi emprestado para o clube belga Royal Antwerp em janeiro de 2007 a fim de ganhar experiência de jogo. No entanto, após apenas dois jogos, ele sofreu uma lesão que o afastou para o resto da temporada. Ele foi emprestado novamente em novembro de 2007, desta vez para Crewe Alexandra por um mês, como cobertura para jogadores lesionados do clube.
Em janeiro de 2009 ele foi emprestado ao Plymouth Argyle até o final da temporada 2008-09. Lá ele jogou 15 partidas em todas as competições, antes de regressar ao seu clube pai em maio. Gray voltou ao Plymouth Argyle por um período de empréstimo  pela segunda vez, em setembro de 2009. Ele apresentou regularidade, mais uma vez, fazendo 12 partidas pelos peregrinos antes de retornar ao Old Trafford em dezembro de 2009, no final de seu contrato de empréstimo.
No final da temporada 2009-10 o contrato de Gray acabou e ele foi autorizado a deixar o clube. Em 16 de julho de 2010, assinou um contrato de dois anos com o Preston North End.

## Estatísticas
| Clube                  | Temporada         | Liga  | Liga | Copa  | Copa | Copa da Liga | Copa da Liga | Europa | Europa | Outros | Outros | Total | Total |
| Clube                  | Temporada         | Jogos | Gols | Jogos | Gols | Jogos        | Gols         | Jogos  | Gols   | Jogos  | Gols   | Jogos | Gols  |
| ---------------------- | ----------------- | ----- | ---- | ----- | ---- | ------------ | ------------ | ------ | ------ | ------ | ------ | ----- | ----- |
| Manchester United      | 2006–07           | 0     | 0    | 0     | 0    | 1            | 0            | 0      | 0      | 0      | 0      | 1     | 0     |
| Royal Antwerp (emp.)   | 2006–07           | 1     | 0    | 1     | 0    | 0            | 0            | 0      | 0      | 0      | 0      | 2     | 0     |
| Crewe Alexandra (emp.) | 2007–08           | 1     | 0    | 0     | 0    | 0            | 0            | 0      | 0      | 0      | 0      | 1     | 0     |
| Plymouth Argyle (emp.) | 2008–09           | 14    | 0    | 1     | 0    | 0            | 0            | 0      | 0      | 0      | 0      | 15    | 0     |
| Plymouth Argyle (emp.) | 2009–10           | 12    | 0    | 0     | 0    | 0            | 0            | 0      | 0      | 0      | 0      | 12    | 0     |
| Preston North End      | 2010–11           | 16    | 0    | 0     | 0    | 1            | 0            | –      | –      | 0      | 0      | 17    | 0     |
| Total da carreira      | Total da carreira | 44    | 0    | 2     | 0    | 2            | 0            | 0      | 0      | 0      | 0      | 48    | 0     |

Estatísticas atualizadas até 10 de agosto de 2010.